# Bobcat
För andra betydelser, se Bobcat (olika betydelser).

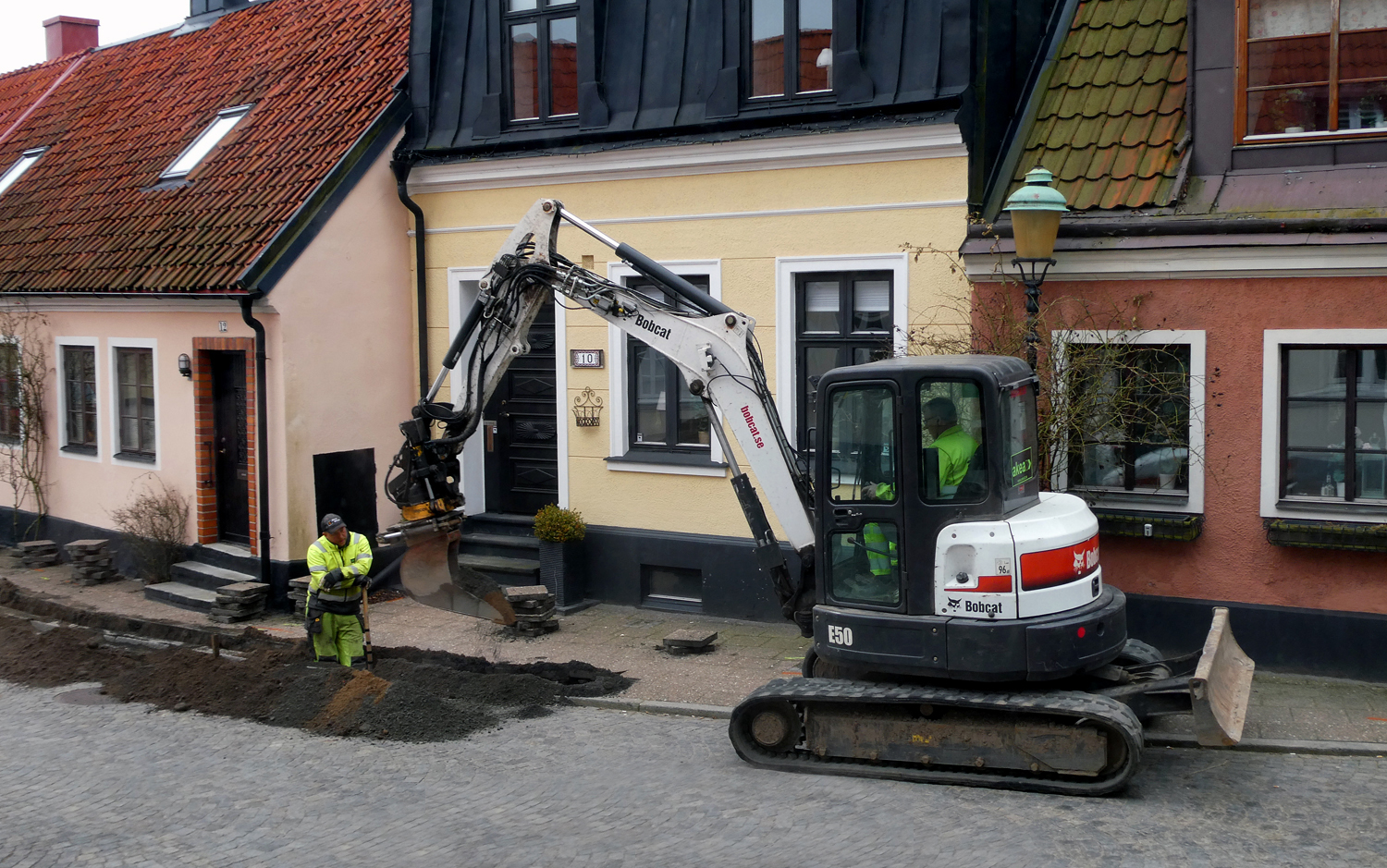
En mindre grävmaskin av märket Bobcat gräver för nerläggning av bredbandskabel i centrala Ystad 2021.

Bobcat är ett varumärke som Melroe Manufacturing Company använde för de kompaktlastare företaget tillverkade. Numera tillhör Bobcat den koreanska företagsgruppen Doosan. Idag erbjuder Bobcat ett brett sortiment av utrustning inklusive truckar, skidstyrda lastare, kompaktgrävare, teleskoplastare och mer, och fortsätter att vara en viktig aktör inom tunga maskiner och utrustningsindustrin. Sedan 2023 ingår även Doosan Industrial Vehicle i Bobcatfamiljen. Sammanslagningen innebär att Bobcat tar Doosans utbud av industriella fordon, inklusive truckar och materialhanteringsutrustning. På den svenska marknaden är Bobcat ansvarigt för distribution och teknisk support av entreprenadmaskiner, medan truckar och materialhanteringsutrustning ombesörjs av VS Truck.
De flesta av Bobcats lastare är glidstyrda och har motorn och motvikten omedelbart bakom föraren. Andra har styrning på alla hjulen. Lyftarmarna är förankrade bakom hytten och omsluter föraren under arbetet. Dessa designval gör Bobcats mindre, lättare och mer lättmanövrerade än konventionella lastmaskiner. 
År 2018 blev Doosan Infracore och Doosan Bobcat separata företag efter att ha varit sammankopplade i sju år. I juli 2021 köpte Hyundai Heavy Industries en kontrollerande andel i Doosan Infracore, men Bobcat förblev en del av Doosan Group med Doosan Heavy Industries som majoritetsägare.

## Referenslista
1. ↑  ”Officiell hemsida - Om Bobcat”. Bobcat Doosan. 31 mars 2025. https://www.bobcat.com/na/en/company/about. Läst 31 mars 2025.
2. ↑  ”Doosan - företagets historia”. Doosan. 31 mars 2025. https://www.doosanbobcat.com/en/about/history. Läst 31 mars 2025.
3. ↑  ”Doosan Industrial Vehicle blir en del av Bobcat”. Bobcat/Doosan. 31 mars 2025. https://www.bobcat.com/eu/en/company/news-and-media/press-release/forklift-and-portable-power-transition-to-bobcat-brand. Läst 31 mars 2025.
4. ↑  Ulrika Andersson, för tidskriften Entreprenad.com (31 mars 2025). ”Bobcat familjen växer”. Entreprenad.com. https://www.entreprenad.com/article/view/1088399/bobcatfamiljen_vaxer. Läst 31 mars 2025.
5. ↑  ”Generalagent för Bobcat Sverige”. VS Truck. 31 mars 2025. https://vstruck.se/truckar/fabrikat/bobcat/. Läst 31 mars 2025.
6. ↑  ”Wikipedia - Bobcat Company”. Wikipedia. 31 mars 2025. https://en.wikipedia.org/wiki/Bobcat_Company. Läst 31 mars 2025.